# Kostas Karagiannis
Kostas Karagiannis (Κώστας Καραγιάννης; Atenes, 1932 - 17 de febrer de 1993) va ser un director de cinema grec. Va estudiar sastreria a França, però ho va deixar per estudiar cinema. A començament de la dècada del 1960 va tornar a Grècia i el 1961 va dirigir la seva primera pel·lícula, però va ser un fracàs de taquilla. Tot i això, el 1966 va fundar la productora Finos Films amb el director de fotografia Antonis Karantzópulos, amb la que produirien fins a 118 pel·lícules. En la dècada del 1970 va produir pel·lícules a l'estranger, entre elles Land of the Minotaur, que va participar en la secció oficial del IX Festival Internacional de Cinema Fantàstic i de Terror de Sitges. i en la del 1980 va produir pel·lícules de vídeo. Va morir a Atenes el 17 de febrer de 1993.

## Filmografia
| Any  | Títol                                                         | Rol      | Notes |
| ---- | ------------------------------------------------------------- | -------- | ----- |
| 1976 | Land of the Minotaur aka The Devil's Men (Costas Carayiannis) | director |       |
| 1973 | The Greek Connection                                          | director |       |
| 1969 | O Stratis parastratise                                        | director |       |
| 1960 | To nisi tis agapis                                            | director |       |
| 1960 | To agrimi                                                     | director |       |
| 1961 | Myrtia                                                        | director |       |
| 1962 | O gero-Dimos                                                  | director |       |
| 1962 | Koroido gabre                                                 | director |       |
| 1962 | I megali thysia                                               | director |       |
| 1962 | Gabros gia klamata                                            | director |       |
| 1963 | O dromos me ta kokkina fota                                   | director |       |
| 1964 | Ta didyma                                                     | director |       |
| 1964 | O paras kai o foukaras                                        | director |       |
| 1964 | Apagogi                                                       | director |       |
| 1964 | Anemostrovilos                                                | director |       |
| 1965 | Tsakismeni ap' tin orfania                                    | director |       |
| 1965 | To remali tis Fokionos Negri                                  | director |       |
| 1966 | Ta mystika tis amartolis Athinas                              | director |       |
| 1966 | O exypnakias                                                  | director |       |
| 1966 | I vouleftina                                                  | director |       |
| 1966 | I Kleopatra itan Antonis                                      | director |       |
| 1966 | Foukarades kai leftades                                       | director |       |
| 1966 | Eispraktor 007                                                | director |       |
| 1966 | Artista                                                       | director |       |
| 1967 | Viva Rena                                                     | director |       |
| 1967 | To pio labro asteri                                           | director |       |
| 1967 | Sapila kai aristokratia                                       | director |       |
| 1967 | Patera, katse fronima...                                      | director |       |
| 1967 | O spangorammenos                                              | director |       |
| 1967 | I koroidara                                                   | director |       |
| 1967 | I hartorihtra                                                 | director |       |
| 1967 | I goissa                                                      | director |       |
| 1967 | Dimitri mou... Dimitri mou                                    | director |       |
| 1967 | Anamesa se dyo gynaikes                                       | director |       |
| 1968 | To koritsi tou louna park                                     | director |       |
| 1968 | O trellos tahei 400                                           | director |       |
| 1968 | O paliatsos                                                   | director |       |
| 1968 | O gigas tis Kypselis                                          | director |       |
| 1968 | O asimos kai o diasimos                                       | director |       |
| 1968 | I ziliara                                                     | director |       |
| 1968 | I agapi mas                                                   | director |       |
| 1969 | O tzanabetis                                                  | director |       |
| 1969 | O stratis parastratise                                        | director |       |
| 1969 | O anthropos tis karpazias                                     | director |       |
| 1969 | Isaia... mi horeveis                                          | director |       |
| 1969 | I arhontissa tis kouzinas                                     | director |       |
| 1969 | Enas magas sta salonia                                        | director |       |
| 1969 | Enas afragos Onasis                                           | director |       |
| 1969 | 3 trelloi gia desimo                                          | director |       |
| 1969 | O nanos kai oi 7 hionates                                     | director |       |
| 1970 | Oi gennaioi tou Vorra (as Dacosta Carayan)                    |          |       |
| 1970 | Oi 4 assoi                                                    |          |       |
| 1970 | O daskalakos itan leventia                                    |          |       |
| 1970 | Krima... to boi sou                                           |          |       |
| 1970 | I taxitzou                                                    |          |       |
| 1970 | Enas trellos glentzes                                         |          |       |
| 1970 | Empaine, Manolio!                                             |          |       |
| 1970 | Ego rezilepsa ton Hitler                                      |          |       |
| 1971 | Katanalotiki koinonia                                         |          |       |
| 1971 | O faflatas                                                    |          |       |
| 1971 | O trellopenintaris                                            |          |       |
| 1971 | O Manolios xanahtypa                                          |          |       |
| 1971 | O Manolios stin Evropi                                        |          |       |
| 1971 | Oi egoistes                                                   |          |       |
| 1971 | Manto Mavrogenous                                             |          |       |
| 1971 | Kathe navagio, kai mia kolasi                                 |          |       |
| 1971 | I efoplistina                                                 |          |       |
| 1971 | Ethelontis ston erota                                         |          |       |
| 1971 | Ena agori... alloiotiko ap' t' alla                           |          |       |
| 1972 | Kapou yparhei i agapi mou (TV Series)                         |          |       |
| 1972 | Yv!... Yv!...                                                 |          |       |
| 1972 | Ti 30... ti 40... ti 50...                                    |          |       |
| 1972 | O antifasistas                                                |          |       |
| 1972 | O anthropos pou gyrise apo ti zesti                           |          |       |
| 1972 | O anthropos pou espage plaka!                                 |          |       |
| 1972 | I proedrina                                                   |          |       |
| 1972 | Ap' t' alonia, sta salonia                                    |          |       |
| 1972 | Agapi mou, paliogria                                          |          |       |
| 1972 | 7 hronia gamou                                                |          |       |
| 1973 | To pio labro bouzouki                                         |          |       |
| 1973 | Ton arapi ki an ton plenis, to sapouni sou halas!..           |          |       |
| 1973 | O aisiodoxos                                                  |          |       |
| 1973 | Enas trellos, trellos aeropeiratis                            |          |       |
| 1974 | Tango 2001 (as Dacosta Carayan)                               |          |       |
| 1974 | Orgia se timi efkairias (as Dacosta Carayan)                  |          |       |
| 1975 | 28i Oktovriou, ora 5,30                                       |          |       |
| 1975 | Vasilissa Amalia (TV Series)                                  |          |       |
| 1975 | O metoikos                                                    |          |       |
| 1976 | Eglima sto Kavouri (as Dacosta Carayan)                       |          |       |
| 1976 | Epangelmaties remalia                                         |          |       |
| 1977 | Efthymes istories (TV Series)                                 |          |       |
| 1977 | Koritsia me vromika heria                                     |          |       |
| 1977 | Anomalo fortio                                                |          |       |
| 1979 | 1979 Ta paidia tis piatsas                                    |          |       |
| 1980 | Rena... na i efkairia                                         |          |       |
| 1980 | Poniro thilyko... katergara gynaika!                          |          |       |
| 1981 | Tis politsmanas to... kangelo                                 |          |       |
| 1981 | O Labroukos ballader                                          |          |       |
| 1981 | Enas kontos tha mas sosei!                                    |          |       |
| 1982 | O Agios Prevezis... kai i papadia                             |          |       |
| 1982 | I manoula, to manouli kai o paidaros                          |          |       |
| 1983 | T'arravoniasmata (TV Series)                                  |          |       |
| 1983 | O papa-Souzas fantomas                                        |          |       |
| 1983 | O drakos, to prosopo tis imeras                               |          |       |
| 1983 | Hooligans - Kato ta heria ap' ta niata!                       |          |       |
| 1983 | Gyftiki kompania                                              |          |       |